# مارتینا سانتاندریا
مارتینا سانتاندریا (ایتالیایی: Martina Santandrea؛ زادهٔ ۵ سپتامبر ۱۹۹۹) ژیمناست ریتمیک اهل ایتالیا است.